# Cardinal Newman Catholic School
Cardinal Newman Catholic School ist eine koedukative Gesamtschule (11–18) in Hove, East Sussex, England. Das Einzugsgebiet erstreckt sich entlang der Küste entlang von Newhaven und Seaford im Osten bis Shoreham im Westen.

## Name
Die Schule ist nach John Henry Newman (1801–1890) benannt, einem bekannten Anglikaner, der zum katholischen Glauben konvertierte und Kardinal wurde. Er kam 1826 nach Brighton, um einen geeigneten Wohnort für seine Familie zu finden. 2010 erfolgte die Seligsprechung Newmans durch Papst Benedikt XVI. Mit der Heiligsprechung am 13. Oktober 2019 in Rom wurde Newman zu Englands erstem Heiligen seit 300 Jahren.

## Geschichte

### 19. Jahrhundert: Vorgeschichte
Madeleine Sophie Barat (1779–1865) gründete die Gesellschaft vom Heiligen Herzen 1800 im Nachhall der Französischen Revolution. Der Orden, dessen Schulen bald in der gesamten christlichen Welt bekannt waren, setzt sich für Bildungsmöglichkeiten von Mädchen ein. Mitglieder verwenden den Namenszusatz RSCJ, der für „Religieuses du Sacré-Cœur de Jésus“ steht. 1842 kam die Gesellschaft nach England und gründete ein Mädcheninternat in Elm Grove, Roehampton. Barat wurde 1908 selig- und 1925 von Papst Pius XI heiliggesprochen. Ihr Festtag ist der 25. Mai.

Ende des 19. Jahrhunderts wurden in Frankreich hohe Steuern für alle Orden und Klöster eingeführt, wodurch man gezwungen war, die Lehranstalten in alle Welt zu verlegen. Den Nonnen wurde es erlaubt, ihr Kloster und ihre Schule an der Südküste Englands zu errichten.

### 1872: Kloster und Schule des Heiligen Herzens, Hove
Als Standort wurde eine Wiese außerhalb der Stadt gewählt. Die Bauarbeiten starteten 1870 und zogen sich zwei Jahre. Die Nonnen selbst überwachten die Arbeiten und waren für die Landschaftsgestaltung verantwortlich. In diesem Zuge pflanzten sie Bäume, von denen einige noch heute das Schulgelände schmücken.
Der Grundstein für die als hell und luftig beschriebene Kapelle mit einer hohen, gewölbten Decke, Vertäfelungen und Eichenfußböden wurde im März 1879 gelegt. Die Kreuzwegstationen wurden von einem Schüler Eric Gills, einem aus Brighton stammenden Bildhauers, geschnitzt. Sie wurden zum Gedenken an die zehnjährige Christina Buoncore, eine Internatsschülerin des Klosters, die im Juli 1958 starb, gestiftet. Es gibt drei Buntglasfenster: links die Jungfrau mit Kind, rechts Madeleine Sophie Barat und im Kirchenschiff eine Darstellung des guten Hirten in rubinroter Kleidung. Herzstück der Kapelle ist der marmorne Altar mit sechs großen Kerzenleuchtern aus Messing, in der Fuß ein Bild des Heiligen Herzens eingraviert ist. Er ist an der Vorderseite mit acht Säulen aus verschiedenfarbigen Marmor verziert. Dahinter befindet sich ein geschnitzter Weinstock. Der ebenfalls geschnitzte Altaraufsatz enthält elf Heiligenfiguren.
Die Nonnen führten eine kostenpflichtige Schule für Mädchen aus reicheren Familien. Die Schule hatte einen hervorragenden Ruf. Eine der Schülerinnen war Marie Louise von Schleswig-Holstein (1872–1956), einer Enkelin von Queen Victoria. Der erfolgreiche Filmemacher Herbert Wilcox (1890–1977) war ein weiterer Schüler. Es wurde auch für ärmere Kinder eine Ausbildung angeboten. In einem Haus, bekannt als „Haus des Bischofs“ wurden 28 Kinder unterrichtet. 1901 wurde ein zusätzlicher Flügel angebaut, um einen Konvent aus Beauvais in Nordfrankreich aufzunehmen.

### 1914: Erster Weltkrieg und danach
Im Jahr 1914 wurde das Kloster dem Roten Kreuz zur Verfügung gestellt und rund 100 Militärkrankenschwestern kamen dort unter. Diese waren im 2nd Eastern Military Hospital angestellt,
Während der 1920er Jahre waren 70 Schülerinnen vor Ort, die Mädchen trugen einen dreieckigen Serge-Hut.

### 1939: Zweiter Weltkrieg und danach
1939 wurden die Mädchen der Klosterschule in die Lutwyche Hall, dem ehemaligen Wohnhaus von Thomas Lutwyche in Easthope Shropshire aus dem 16. Jahrhundert, evakuiert. Die Grundschule blieb vor Ort. Als Teil der Kriegsbemühungen „adoptierte“ die Schule den Zerstörer Afridi, der am 3. Mai 1940 während dem Norwegenfeldzug sank und 53 Besatzungsmitglieder, darunter zwölf Soldaten aus Namsos und Åndalsnes, die zuvor an Bord gegangen waren, mit in den Tod riss.
1950 zählte die Schule 250 Mädchen. Die Uniformen bestanden aus grünen Mänteln und goldenen Baretten. Die Blazer waren mit einem Abzeichen, welches das heilige Herz darstellte, versehen.
Die Nonnen verließen Hove 1966 und kehrten in ihr Stammhaus in Roehampton zurück. Die Mädchen der Klosterschule gingen auf die Tunbridge Wells Beechwood Sacred Heart School oder Woldingham Woldingham School.
Das Gelände und die Gebäude fielen an die Diözese und die De La Salle Brüder übernahmen die Leitung der Schule, welche nun ein Xaverian College für 420 Jungen, die zuvor die Villa Thomas Attrees (1909–1966) bewohnten, war. Man war nun bis zur Auflösung 1971 als De La Salle Schule bekannt.

### 1971: Übergang zur Gesamtschule
Gesamtschulen wurden 1965 in England und Wales eingeführt.
Die Diözese Arundel und Brighton kaufte das Kloster samt Gelände für £225.000. Bischof von Arundel und Brighton David Cashman (1912–1971) setzte sich dafür ein, hier die erste katholische Gesamtschule in Sussex zu eröffnen.

1971 wurde durch Zusammenschluss von De La Salle, einem unabhängigen Gymnasium, der Cottesmore Secondary Modern School, dem Lourdes Convent, dem Sacrament Convent, und der Fitzherbert Schule die neue Cardinal Newman Catholic School etabliert. Der erste Schulleiter war Anthony Smith. Eine Gedenktafel an der Kapelle erinnert an die ersten zehn Jahre der Schule.
Im Februar 2015 eröffnete Kardinal Cormac Murphy-O’Connor das neue Oberstufenzentrum. Es bietet einen Hörsaal, eine Bibliothek, einen Gemeinschaftsraum, Klassenräume und Büros. 2018 erreichten 78 % aller A-Level-Schüler die Noten A*-C, was der höchste Wert in ganz Brighton & Hove ist.

## Leitung
Schulleiterin ist Claire Jarman, der Leiter des Kollegiums ist Paul Miller.
Die Schule erhielt von Ofsted die Bewertung „Gut“ (Januar 2018).

### Schulleiter
- Anthony (Tony) Smith (1971–1981)
- Ian Feely (1981–1994)[24]
- Peter Evans (1994–2007)[25]
- Malvina Sanders (2007–2011)[26]
- James Kilmartin (2011–2021)[27]
- Claire Jarman (seit 2021)

## Bekannte frühere Schüler
- Marie Louise von Schleswig-Holstein (1872–1956), Enkelin von Queen Victoria
- Herbert Wilcox (1890–1977), Filmproduzent und Regisseur
- Conor Maynard (* 1993), Popsänger

## Sport
2019 gewann die Newman Rugby Academy das National AoC Finale in Moseley, Birmingham gegen das Myerscough College Lancashire.